# 李蔚 (唐朝)
李蔚（9世纪—879年11月20日），一作李尉，字茂休，唐朝政治人物，唐僖宗年间为宰相。

## 生平

### 早期仕途
唐文宗开成五年（840年）为礼部侍郎李景让所选，中进士，被任为山南东道节度使从事。唐武宗会昌（840年－846年）末年，因通过书判拔萃考试，拜监察御史，转殿中监。唐宣宗大中年间曾在将仕郎守殿中侍御史任上被任为侍御史，七年（853年），以员外郎知御史台杂事，不久知制诰，转郎中，正拜中书舍人。

### 唐懿宗年间
唐懿宗咸通五年（864年）十月，权知礼部贡举。六年（865年），拜礼部侍郎，累次升官转尚书右丞。不久拜京兆尹、太常卿。七年（866年）尚在京兆尹任。八年（867年）十月，懿宗以中书舍人刘允章权知礼部贡举，以时任吏部侍郎李蔚、卢匡、兵部员外郎薛崇、司勋员外郎崔殷梦考吏部宏词选人。唐懿宗常在宫中设大宴招待大群僧人，以旃檀为二高座，赐安国寺给僧人，每逢八日就给一万僧人赐饭。李蔚认为他过度热衷佛教，上了一篇长疏，引狄仁杰、姚元崇、辛替否所言，请求懿宗改变方针。懿宗下诏嘉奖他，但没有遵从。九年（868年）正月，出为检校刑部尚书、汴州刺史、御史大夫，充宣武节度、汴宋亳观察处置等使。曾兼亳州太清宫使，十年（869年）九月，传变军首领庞勋及其余党因太上老君显灵而覆灭，李蔚上奏此事，诏李蔚谢老君并公告天下。任内潜心学道，修建道观。十一年（870年）十一月，迁检校吏部尚书、扬州大都督府长史，兼淮南节度副大使、知节度事。十二年（871年），在军部广陵建大旆。任用盐铁小吏吴尧卿。任期满受代时，百姓去宫门请求让他留任，于是懿宗同意让他多留任一年。辟殿中侍御史柳玭为掌书记。任上，他还建造了水池和亭子，命名亭子为“赏心亭”。

### 唐僖宗年间
后李蔚被召回长安。乾符元年（874年）四月，为吏部尚书。二年（875年）六月，在御史大夫、吏部尚书任上被拜为中书侍郎，授同中书门下平章事，为实质宰相，与崔彦昭、郑畋同列。九月，由银青光禄大夫进金紫光禄大夫。
李蔚在宰相任内的作为几无记载，仅知赏识有诗名的罗隐，及迁河南县令张读为驾部郎中、知制诰。乾符五年（878年）九月以门下侍郎、吏部尚书罢为检校尚书左仆射、检校司空、充东都留守、东畿汝都防御使。乾符六年（879年），河东节度使崔季康在兵变中被杀，继任者李侃不为士兵所喜，八月，朝廷因李蔚曾任太原从事，在太原府有惠政，任时任特进、检校司空、东都留守的李蔚为检校司徒、同平章事，兼太原尹、北都留守、充河东节度观察，兼代北行营招讨供军等使。闰十月，李蔚到任，但次日就病倒，两天后即暴斃而死。如前任窦澣、李侃一样，他虽以重臣镇守太原，也未能遏制当时生乱的沙陀势力。
《新唐书·陆龟蒙传》称李蔚、卢携素日交好隐士陆龟蒙，拜相后召拜左拾遗，诏书才下，陆龟蒙卒。但李蔚早在乾符五年即罢相，陆龟蒙约卒于中和元年（881年），卢携也在之前的广明元年（880年）被罢相、自杀，此记载存疑。

## 家族
李蔚出自陇西李氏姑臧房，李蔚祖父李上公官至司农卿，元和初年为陕虢观察使。父李景素官至太子庶子。
子李渥，禮部侍郎；李洵；李涗，字殷澤。
从孙李戴。李戴子李贻业。

## 延伸阅读
[在维基数据编辑]
 在维基文库阅读此作者作品
 《舊唐書·卷178》，出自刘昫《舊唐書》